# Jil Love
Jordina Salabert, más conocida por su nombre artístico, Jil Love (Tarragona,  4 de marzo de 1980) es una artista y activista (artivista) española cuyo trabajo presenta arte escénico público y demostraciones para crear conciencia pública sobre los derechos humanos, el medio ambiente, los derechos de los animales y los derechos LGBT. Su trabajo involucra artes escénicas y resistencia pasiva artística en espacios públicos usando el cuerpo humano, a veces usando desnudez.

## Trayectoria
Nació en Tarragona y se fue a Barcelona a los 16 años para cursar estudios de cine. Más tarde, trabajó en Madrid como intérprete y gerente de relaciones públicas para un destacado club nocturno. Después de llamar la atención de agencias de talentos y fotógrafos, apareció en televisión y en películas, como actriz y modelo.
Pasó a ser el centro de atención internacional en septiembre de 2012, cuando aumentaron las tensiones entre los manifestantes y la policía durante las manifestaciones fuera de una cumbre del Congreso español. Love se quitó la ropa y empezó a rezar en la calle. Las fotografías de su acción se difundieron por todo el mundo, en Internet y en los medios impresos.
En 2014, apareció atada de pies y manos, con una bolsa de plástico asfixiante sobre la cabeza y un cartel que decía «Yo soy Cataluña» frente al Parlamento español. La foto apareció en la compilación Year in Photos 2014 de The Wall Street Journal, con fotos de importancia cultural de todo el mundo. En septiembre de 2014, Love se cubrió con cinta adhesiva como una momia y otros escribieron en protesta contra la ley mordaza española. Una abierta opositora a la crueldad animal, en septiembre de 2014, Love se cubrió de sangre falsa para protestar contra las corridas de toros en España.
En marzo de 2015, Love pintó su cuerpo con los nombres de cuarenta y tres estudiantes mexicanos desaparecidos en el consulado mexicano en Los Ángeles. Love es la fundadora del movimiento social Jil Love Revolution, que ha recibido atención a nivel mundial. Según Love, «la misión de Jil Love Revolution es despertar una fuerza en aquellos que ven nuestras imágenes...para crear conciencia, encender ideas e incitar a la gente a la acción».
A principios de 2014, la compañía energética escocesa Cairn Energy fue objeto de intensas críticas por parte de numerosas organizaciones y celebridades en torno a las propuestas de la compañía para explorar la perforación petrolera en el Golfo de Valencia, frente a la costa de Ibiza. Love organizó manifestaciones en Madrid e Ibiza, en las que ella y otros activistas estaban cubiertos de pies a cabeza con aceite falso. Su actuación artística en Ibiza fue destacada ampliamente por varios medios de comunicación internacionales, incluidos Diario de Ibiza y Metro en el Reino Unido.

## Obra
- " Somos las voces de los inauditos ", autoeditado el 1 de diciembre de 2015.[3]